# Jean-Baptiste De Winter
Jean-Baptiste De Winter (Antwerpen, 27 december 1831 - 3 mei 1913) was een Belgisch industrieel en politicus voor de Katholieke Partij.

## Levensloop
De Winter was een zoon van de handelaar in wild Jean-Baptiste De Winter en van Marie-Thérèse Van der Stappen. Hij was getrouwd met Marie-Thérèse Lauwers.
Beroepshalve was hij industrieel, eigenaar van een stoomrijstpellerij. Van 1869 tot 1872 was hij gemeenteraadslid van Antwerpen. Op 10 juni 1884 werd hij verkozen tot katholiek volksvertegenwoordiger voor het arrondissement Antwerpen en vervulde dit mandaat tot aan zijn dood. Hij was lid van de Commissie van XXI voor het onderzoek van de overdracht van Congo aan België.
Hij bekleedde verschillende mandaten:
- bestuurder van het Hoger Handelsinstituut van het Rijk in Antwerpen,
- lid van de kerkfabriek van de Sint-Augustinuskerk,
- lid van de Kamer van Koophandel van Antwerpen,
- bestuurder van het Koninklijk Conservatorium van Antwerpen,
- lid van het Office Internationale de Bibliographie.